# Une histoire d'amour (série télévisée)
Pour les articles homonymes, voir Une histoire d'amour.
Une histoire d'amour (História de Amor) est un feuilleton télévisé brésilien en 209 épisodes de 30 minutes, écrit par Manoel Carlos et diffusé entre le 3 juillet 1995 et le 2 mars 1996 sur le réseau Globo.
En France, le feuilleton a été remonté en 180 épisodes et diffusé du 7 octobre 1996 au 13 juin 1997 sur Téva, rediffusé du 29 décembre 1997 au 4 septembre 1998 et enfin du 16 octobre 2000 au 22 juin 2001, toujours sur Téva.

## Distribution
- Regina Duarte : Hélène
- José Mayer : Charles
- Carla Marins : Joyce
- Carolina Ferraz : Paula
- Lília Cabral : Sheila